# Den historiske kro (Oversø)
Den historiske kro (tysk: Historischer Krug) er en kro og hotel beliggende i landsbyen Oversø syd for Flensborg i Sydslesvig.
Kroen er første gang nævnt som sognekro ved Hærvejen i 1519. Den fungerede mellem 1624 og helt frem til 1949 tillige som postholderi, hvorfor der tidligere altid stod skifteheste i stalden. I 1851 blev kroen af Frederik 7. udstyret med kongelige privilegier. Kroen er som sådan den eneste af de 113 tilbageværende kongelig privilegerede kroer syd for den nuværende grænse og den ældste kro i delstaten Slesvig-Holsten. Privilegierne betød, at kroen ud fra kongelige anordninger fik rettigheder til at stå til rådighed for de rejsene med bl.a. bespisning, overnatning og plads til rytteres heste. Kgl. privilegerede kroer lå ved de mest benyttede veje og i de fleste tilfælde med en dagsrejse mellem dem dvs. 2-4 mil.
I februar 1864, før fægtningen ved Sankelmark, var der dansk hovedkvarter på kroen. I løbet af den 6. februar 1864 blev kroen efterhånden omdannet til lazaret, hvor der blev taget vare på de mange sårende uden hensyn til nationalitet. Hændelsen gik ind i historien som Røde Kors første feltlazaret. Også mange indbyggere fra omegnen og helt fra Flensborg kom for at hjælpe soldaterne. Selve kroparret var med til at forsyne de sårende med frisk suppe. For at minde ofrene og hjælpsomheden gennemføres nu hvert år den 6. februar Oversø-marchen fra Flensborg til Oversø med suppespisning på kroen.
Kroen er siden 1819 været ejet af familien Hansen-Mörck. Den råder i dag over 65 værelser i landhusstil og to restauranter. Anlægget er gradvist blevet udvidet med stor have og wellnesscenter. I 1980 og igen i 2018 brændte den stråtækte hovedbygning ned, hvormed en tredjedel af hotellet gik op i flammerne. Det lykkedes dog for ejerfamilien at redde flere antikke krus, malerier og dokumentet, der stadfæster, at kroen i Oversø blev kongelig privilegeret i 1851. Det er planlagt at genåbne kroen i efteråret 2020. Som følge af branden skal stråtaget dog udskiftes med et tegltag. Ejerens ønske om et rødt tegltag, som sammen med de hvide mure skulle komme til at symbolisere de danske farver, kom myndighederne dog ikke i møde. I mellemtiden er kroen blevet bygget op igen, vel at mærke med rødt tegltag!